# Prosopocera flavescens
Prosopocera flavescens är en skalbaggsart. Prosopocera flavescens ingår i släktet Prosopocera och familjen långhorningar.

## Underarter
Arten delas in i följande underarter:
- P. f. endroedyi
- P. f. flavescens
- P. f. paraflavescens